# La frontera (pel·lícula)
La frontera és una pel·lícula hispano-xilena del director xilè Ricardo Larraín, estrenada en 1991 i protagonitzada per Patricio Contreras i Gloria Laso. El director pretenia simbolitzar la recerca del consens a Xile després de la dictadura d'Augusto Pinochet. La pel·lícula també fou seleccionada per representar Xile a l'Oscar a la millor pel·lícula de parla no anglesa a la 64a cerimònia dels Oscars, però finalment no fou seleccionada.

## Sinopsi
Durant els últims anys de dictadura militar a Xile, Ramiro Orellana és condemnat a relegament, un exili dins del seu propi país. Arriba a la zona de La Frontera, límit històric entre els maputxes i la colonització espanyola. Ramiro descobrirà una nova dimensió de la vida, que el farà travessar les seves pròpies fronteres interiors...

## Repartiment
- Patricio Contreras Ramiro Orellana.
- Gloria Laso - Maite.
- Alonso Venegas - Delegado.
- Sergio Schmied - Secretario.
- Aldo Bernales - Xofer.
- Héctor Noguera - Padre Patricio.
- Patricio Bunster - Don Ignacio.
- Aníbal Reyna - Detective robusto.
- Sergio Hernández - Detective delgado.
- Elsa Poblete - Laura.
- Sergio Madrid - Gutiérrez.
- Joaquín Velasco - Hernán.
- Griselda Núñez - Sra. Hilda.
- Raqual Curilem - Amo del Bar.

## Premis
- Premis Goya (1991) - Millor pel·lícula estrangera de parla hispana[3]
- Ós de Plata per un èxit destacat al 42è Festival Internacional de Cinema de Berlín.[4]

## Localització rodatge
- Puerto Saavedra
- Nehuentue
- Carahue